# Who's the Man?
Pour plus de détails, voir Fiche technique et Distribution.
Who's the Man? est un film américain réalisé par Ted Demme, sorti en 1993. Il s'agit du premier long métrage du réalisateur.
Le film met en scène les deux présentateurs de l'émission Yo! MTV Raps, Doctor Dré (en) et Ed Lover (en). Il contient par ailleurs de nombreuses apparitions d'artistes Hip-Hop.

## Synopsis
Doctor Dré (en) et Ed Lover (en) travaillent chez un barbier à Harlem. Voyant que ce métier ne leur convient pas, leur patron et mentor Nick leur conseille d'entre à l'académie de police. D'abord réticents, ils sont contraints d'accepter. Ils parviennent à leur grande surprise à intégrer la police de New York. Ils doivent cependant affronter le terrible sergent Cooper, qui leur mène la vie dure.

## Fiche technique
Sauf indication contraire, les informations mentionnées dans cette section peuvent être confirmées par la base de données cinématographiques IMDb,  présente dans la section « Liens externes ».
- Titre original : Who's the Man?
- Réalisation : Ted Demme
- Scénario : Seth Greenland, d'après une histoire  de Doctor Dré, Seth Greenland et Ed Lover
- Décors : Ruth Ammon
- Costumes : Karen Perry
- Photographie : Adam Kimmel
- Montage : John Gilroy et Jeffrey Wolf
- Musique : Michael Wolff et Nic. tenBroek
- Production : Grace Blake, Janet Grillo et Charles Stettler
- Sociétés de production : de Passe Entertainment
- Sociétés de distribution : New Line Cinema (États-Unis), Alliance (Canada)
- Budget : n/a
- Pays de production :  États-Unis
- Langue originale : anglais
- Format : couleur -
- Genre : comédie policière
- Durée : 90 minutes
- Date de sortie[1] :
  - États-Unis : 23 avril 1993

## Distribution
- Doctor Dré (en) : lui-même
- Ed Lover (en) : lui-même
- Badja Djola : Lionel Douglas
- Cheryl "Salt" James : Teesha Braxton
- Colin Quinn : Frankie Flynn
- Denis Leary : le sergent Cooper
- Bernie Mac : G-George
- Terrence Howard : un client
- Richard Gant : Albert
- Guru : Martin Lorenzo
- Ice-T : Chauncey "Nighttrain" Jackson
- Joe Lisi : le capitaine Reilly
- Karen Duffy : l'officier Day
- Richard Bright : Demetrius
- Vinny Pastore : Tony "Clams" Como

Caméos
- B-Real : Jose / testeur 3
- Ad-Rock : Bryant
- Apache : Bubba Worker #1
- Bill Bellamy : K. K.
- Bushwick Bill : un vagabond
- Busta Rhymes : Jawaan
- CL Smooth : un voleur
- Del the Funky Homosapien : un adolescent
- Eric B. : un voleur
- Fab 5 Freddy : lui-même
- Flavor Flav : lui-même
- Freddie Foxxx : le gérant du bar
- Heavy D : lui-même
- House of Pain : les joueurs de cartes
- Kid Capri : lui-même
- Kris Kross : Karim / Micah
- KRS-One : Rashid
- Leaders of the New School : les passagers de la Jeep
- Melle Mel : Delroy
- Monie Love : Vanessa
- Naughty by Nature : eux-mêmes
- Pete Rock : un voleur
- Penny Hardaway : Darryl
- Phife Dawg : Gerald
- Queen Latifah : elle-même
- Run–DMC : des policiers
- Scottie Pippen : Raymond
- Sandra "Pepa" Denton : Sherise
- Stretch : Benny
- Taji and Qu'ran Goodman : des adolescents
- Yo Yo : une femme

## Production
Le tournage a lieu à New York, notamment à Harlem.

## Bande originale
Un album de chansons rap-R'n'B accompagne la sortie du film.
L'album se classe 32e au Billboard 200 et 8e au Top R&B/Hip-Hop Albums.
William Ruhlmann du site AllMusic note l'album 2⁄5 et le juge médiocre et très basique.
| 1.  | Party and Bullshit           | The Notorious B.I.G.      | 3:46 |
| 2.  | Let's Go Through the Motions | Jodeci                    | 5:13 |
| 3.  | What's Next on the Menu?     | Pete Rock and C.L. Smooth | 5:32 |
| 4.  | You Don't Have to Worry      | Mary J. Blige             | 4:55 |
| 5.  | Hittin' Switches             | Erick Sermon              | 3:58 |
| 6.  | Hotness                      | Heavy D & Buju Banton     | 3:56 |
| 7.  | Who's the Man?               | House of Pain             | 4:07 |
| 8.  | Lovin' You                   | Crystal Johnson           | 4:04 |
| 9.  | Pimp or Die                  | Father MC                 | 3:56 |
| 10. | Hello, It's Me               | Spark 950 & Timbo King    | 3:45 |
| 11. | Ease Up                      | 3rd Eye & Group Home      | 3:28 |

## Accueil
Le film reçoit des critiques mitigées. Sur l'agrégateur américain Rotten Tomatoes, il récolte 50% d'opinions favorables des critiques se prononçant, et une note moyenne de 5,32⁄10. Le célèbre critique américain Roger Ebert écrit cependant une critique positive et donne au film la note de 3⁄4.
Au box-office nord-américain, le film récolte 11 299 730 $.